# 密马龙站
密马龙站是一个成昆铁路上的车站，位于云南省禄丰市金山镇河口村密马龙，建于1966年。该站部分位于隧道内。
密马龙站目前为五等站，隶属昆明铁路局管辖，西距广通站37公里，成都站984公里，东距昆明站116公里。
2014年3月1日，密马龙站关闭，2018年1月23日重开，不办理客运业务。